# Балка Бубликова
Ба́лка Бу́бликова — ботанічний заказник місцевого значення в Україні. Об'єкт природно-заповідного фонду Дніпропетровської області. 
Розташований у межах Дніпровського району Дніпропетровської області, біля південної околиці села Василівка. 
Площа 11,3 га. Статус надано згідно з рішенням облвиконкому від 09.10.1979 № 568. Перебуває у віданні навчально-дослідного господарства «Самарський». 
Статус надано для збереження цінних лучно-степових рослинних угруповань. Зростають рідкісні види: ковила волосиста, астрагал шерстистоквітковий, цибуля подільська, сокирки польові та інші. На схилі балки — осиковий гайок.

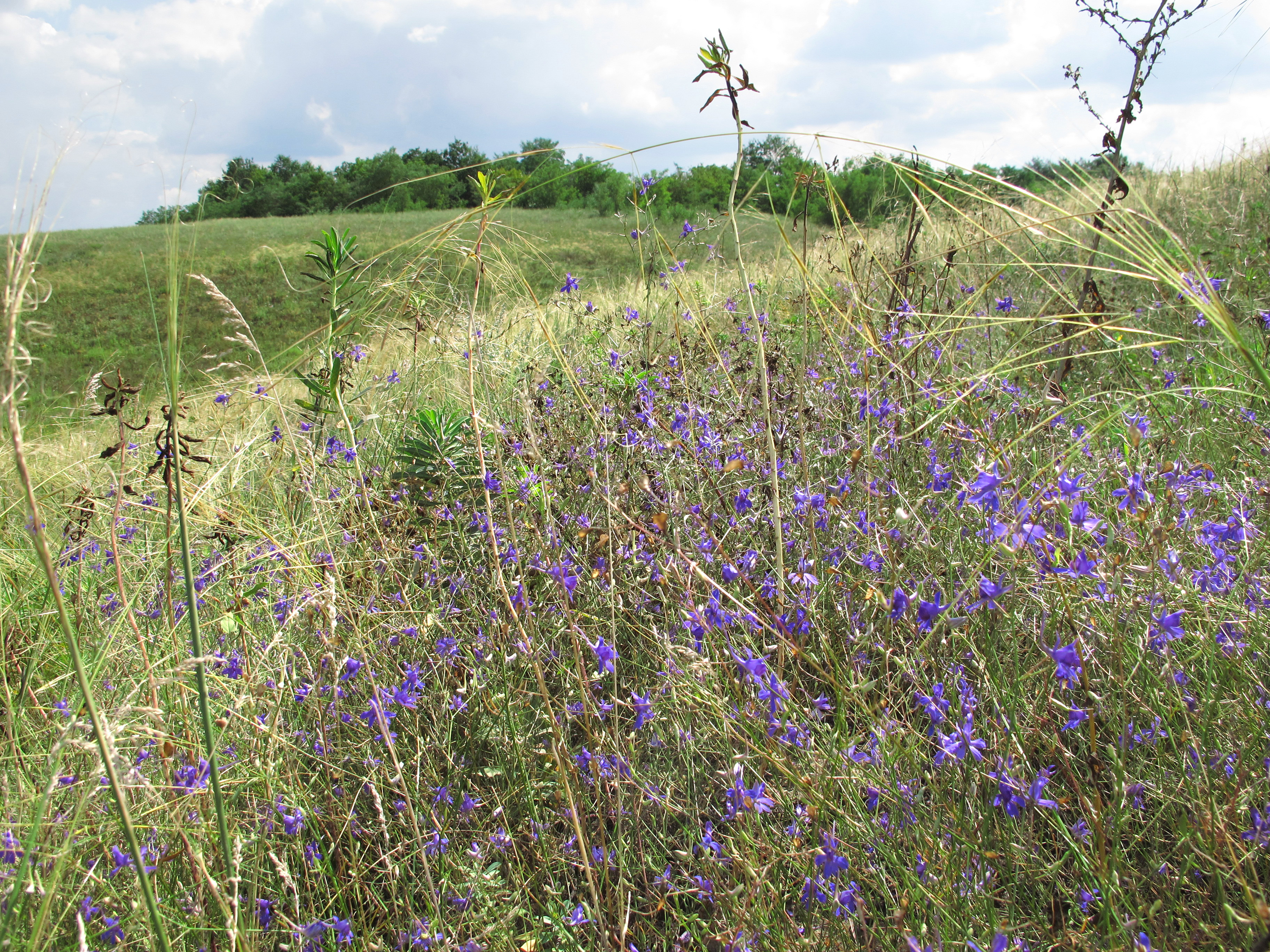
Ковила волосиста і сокирки польові